# Stepanky (przystanek kolejowy)
Stepanky (ukr. Степанки) – przystanek kolejowy w pobliżu miejscowości Ulaniwka, w rejonie żmeryńskim, w obwodzie winnickim, na Ukrainie. Położony jest na linii Żmerynka – Mohylów Podolski – Ocnița.
Nazwa pochodzi od pobliskiej wsi Stepanky.